# Epsilon Eridani
Epsilon Eridani (ε Eridani / ε Eri), o Ran, è una stella visibile nella costellazione di Eridano, di magnitudine 3,73. Osservabile da tutte le regioni abitate della Terra in virtù della sua declinazione (circa 9,5° a sud dell'equatore celeste), la stella si trova ad una distanza di 10,5 anni luce dal sistema solare che la rende la terza stella più vicina visibile ad occhio nudo nel cielo notturno terrestre, dopo α Centauri e Sirio, nonché una delle stelle più vicine al sistema solare in assoluto, in particolare la più vicina stella singola simile al Sole.
ε Eridani è una stella di sequenza principale complessivamente più piccola del Sole, dal momento che possiede circa l'82% della sua massa, il 74% del suo raggio e il 34% della sua luminosità. È una stella relativamente povera in elementi pesanti; classificata come una nana arancione di classe K2V, è variabile del tipo BY Draconis ed è caratterizzata da una temperatura superficiale di poco superiore ai 5000 K. La stella ruota sul proprio asse in circa 11 giorni; questa rapida rotazione, associata alle caratteristiche spettrali e alla presenza di un intenso campo magnetico, inducono a ritenere che si tratti di un astro piuttosto giovane, con un'età stimata non superiore a 500 milioni di anni.
Secondo i dati ottenuti dal telescopio spaziale Spitzer, attorno alla stella orbiterebbero due cinture asteroidali, distanti dal centro del sistema rispettivamente 3 e 20 unità astronomiche, e un ampio disco di corpi ghiacciati (probabilmente comete), residuato dalla formazione del sistema, posto ad una distanza di 35-90 UA.
Lo studio delle periodiche variazioni rilevate nella misurazione della velocità radiale della stella indica la probabile presenza di un pianeta, denominato ε Eridani b, la cui scoperta è stata annunciata nel 2000. Nonostante la sua esistenza sia stata a lungo oggetto di controversie, per via delle interferenze esercitate sulla misurazione della velocità radiale dalla variabilità della stella, molti astronomi ritengono concreta la presenza dell'esopianeta; per questo ε Eridani è stata considerata la stella più vicina al Sole a possedere un sistema planetario fino alla scoperta di α Centauri Bb. Inoltre è stata ipotizzata la presenza di un secondo pianeta, denominato ε Eridani c, per spiegare le disomogeneità osservate all'interno della cintura asteroidale esterna; tale pianeta non è però stato confermato.
La prossimità e la relativa somiglianza al Sole, aggiunta alla presenza di un sistema planetario, ha fatto di ε Eridani uno degli obiettivi di un possibile futuro viaggio di sonde interstellari; per gli stessi motivi è stata a lungo un obiettivo del programma SETI ed è stata citata come ambientazione in numerosi racconti di fantascienza.

## Osservazione

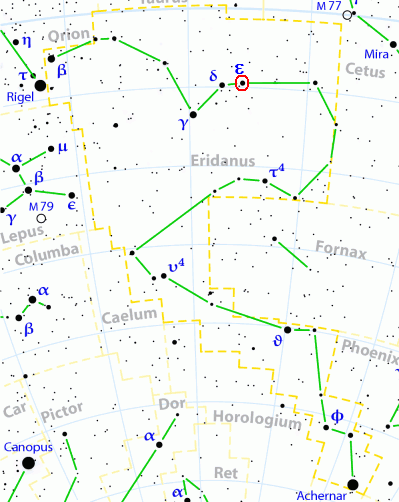
La posizione di nella costellazione.

ε Eridani è situata nella parte settentrionale della costellazione di Eridano, circa 3° ad ovest della più brillante δ Eridani. È una stella dell'emisfero celeste meridionale, ma la sua declinazione, pari a −9,46°, la rende visibile da quasi tutte le aree abitate della Terra; solo più a nord della latitudine 80°N non compare mai sopra l'orizzonte. Essendo di magnitudine 3,73, la si può osservare anche dai piccoli centri urbani non eccessivamente affetti da inquinamento luminoso. Il periodo migliore per la sua osservazione ricade tra i mesi di novembre e marzo.

## Storia delle osservazioni

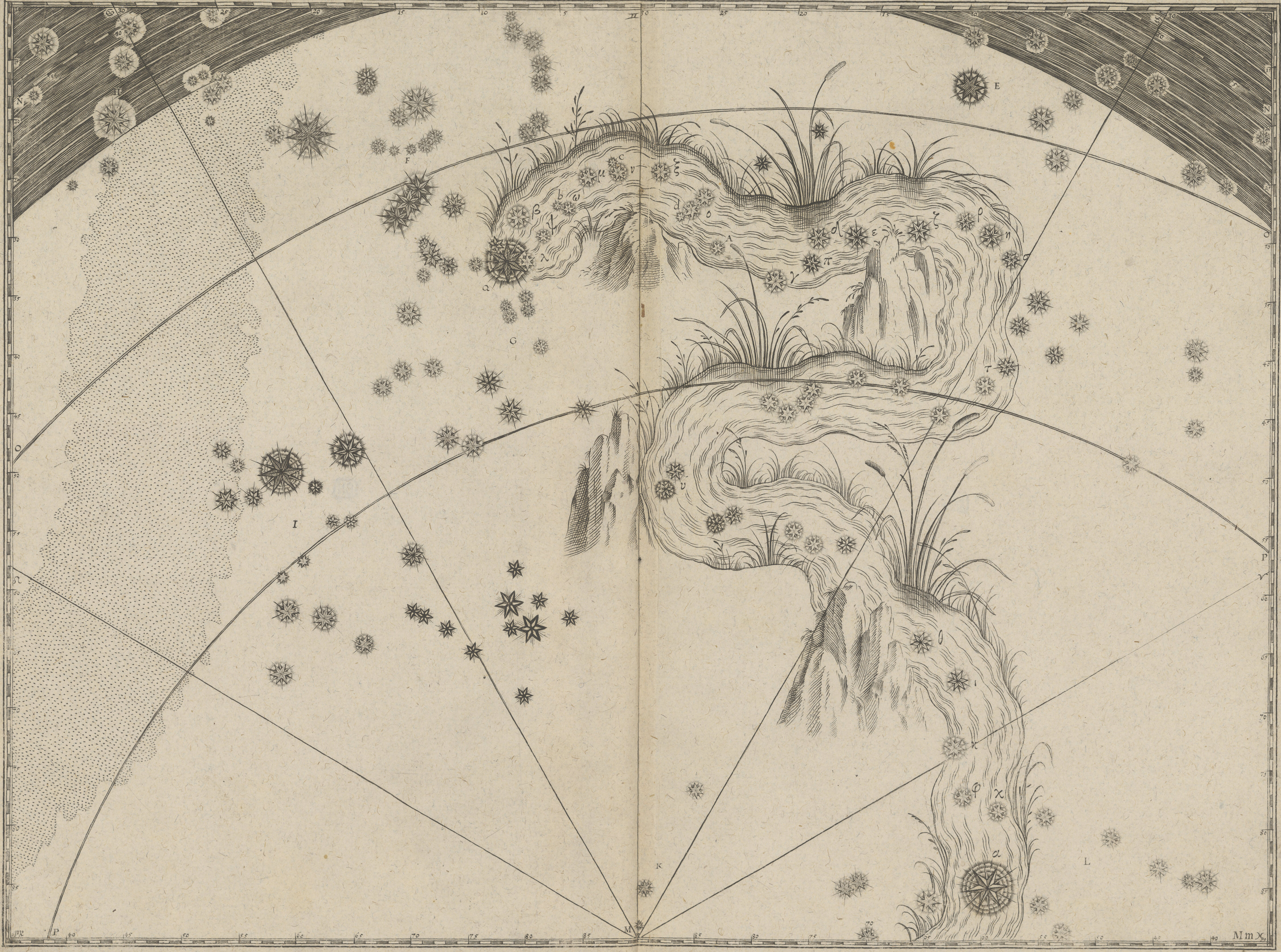
La costellazione di Eridano rappresentata nell'Uranometria di Bayer.

Johann Bayer inserì ε Eridani nel suo catalogo celeste Uranometria del 1603. L'astronomo tedesco era solito sfruttare un sistema di nomenclatura in cui assegnava una lettera dell'alfabeto greco, seguita dal genitivo del nome latino della costellazione, a ciascuna delle stelle di una costellazione seguendo l'ordine di luminosità, attribuendo la lettera alfa (α) alla più brillante e le lettere successive (β, γ, δ.. ω) alle stelle rimanenti. Tuttavia, come anche nel caso di altre stelle, per ε Eridani non seguì questa "regola", in quanto mentre la lettera epsilon (ε) è la quinta nell'alfabeto greco, la stella è solo la decima della costellazione in ordine di luminosità.
L'astronomo britannico John Flamsteed, nel suo catalogo Historia Coelestis Britannica del 1714, seguì invece un altro sistema di nomenclatura: egli infatti assegnava ad ogni stella di una data costellazione dei numeri arabi, a partire dall'1, in ordine crescente di ascensione retta, seguiti dal genitivo del nome latino della costellazione. Ad ε Eridani fu assegnato il numero 18.
Sulla base di osservazioni condotte tra il 1800 e il 1880, gli astronomi rilevarono che la stella possedeva un elevato moto proprio sulla sfera celeste: la velocità angolare fu stimata nell'ordine di tre secondi d'arco (") all'anno; poiché ciò è un indice della vicinanza della stella al Sole, si cercò di stimare la parallasse per determinarne la distanza. Nel 1883, William Elkin, utilizzando l'eliometro del South African Astronomical Observatory di Città del Capo per comparare la posizione apparente di ε Eridani con quella di due stelle di fondo, ricavò una parallasse di 0,14 ± 0,02"; tale stima venne affinata nel 1917 a 0,317", quindi, in seguito alle rilevazioni del satellite Hipparcos, ulteriormente precisata in 0,31094 secondi d'arco, che corrispondono a una distanza di 3,22 parsec (10,5 anni luce).

### Scoperte sui dintorni della stella

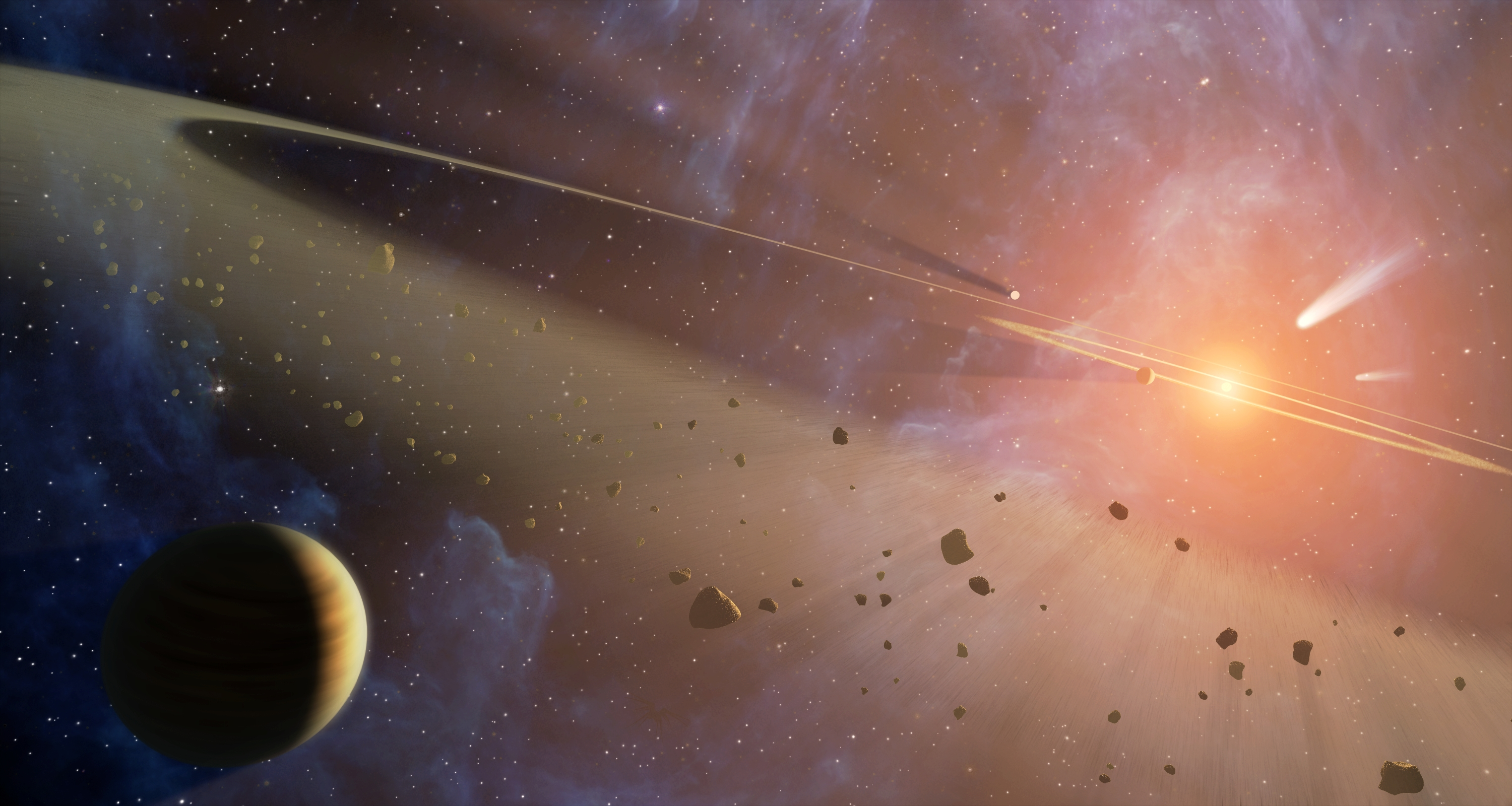
Un'immagine artistica che mostra il sistema di.

Sulla base dei cambiamenti nella posizione della stella rilevati tra il 1938 e il 1972, l'astronomo Peter van de Kamp ha ipotizzato la presenza in orbita di un compagno planetario con un periodo di 25 anni; tuttavia nel 1993 l'astronomo tedesco Wulff-Dieter Heintz confutò i risultati di van de Kamp, dimostrando che tali cambiamenti erano in realtà frutto di errori sistematici nelle misure effettuate sulle lastre fotografiche e che quindi l'ipotesi di un pianeta era da escludere.
Nel 1985 il telescopio spaziale IRAS rilevò un eccesso di radiazione infrarossa nello spettro della stella che indicava la presenza attorno ad essa di un disco circumstellare di polveri che divenne oggetto di studi intensivi. L'osservazione nel 1998 di disomogeneità nel disco portò nuovamente alla ribalta l'ipotesi del pianeta.
Dal 1980 al 2000 un gruppo di astronomi, guidati dallo statunitense Artie Hatzes, ha effettuato una serie di misurazioni della velocità radiale; i cambiamenti osservati hanno rinforzato l'ipotesi dell'esistenza di un pianeta, orbitante intorno alla stella con un periodo di circa sette anni. L'importante attività magnetica dell'astro costituiva però una fonte di interferenza; ad ogni modo, qualunque periodicità causata dall'attività magnetica avrebbe dovuto produrre delle variazioni corrispondenti nelle linee di emissione del calcio ionizzato. Dal momento che questa corrispondenza non fu trovata, l'ipotesi di un compagno planetario rimase la più plausibile. La scoperta fu ulteriormente supportata da osservazioni astrometriche effettuate fra il 2001 e il 2003 tramite il telescopio spaziale Hubble.
Una serie di simulazioni computerizzate sulla struttura del disco circumstellare condotte nel 2002 hanno mostrato che la disomogenea distribuzione delle polveri suggeriva la presenza di un secondo pianeta, collocato in un'orbita eccentrica; tale pianeta però non è stato confermato.

### Programma SETI e proposte di esplorazione

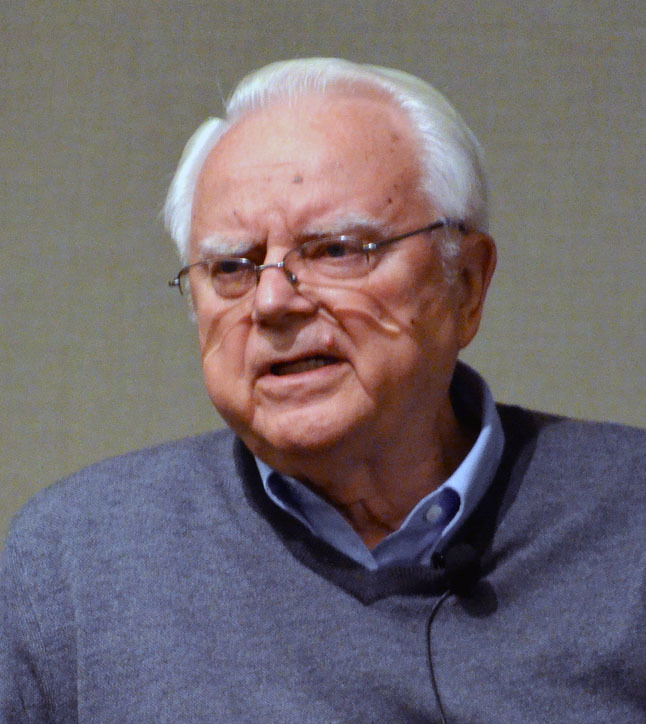
Frank Drake.

Essendo una delle stelle più vicine alla Terra simili al Sole, ε Eridani è stata, insieme a τ Ceti, un obiettivo di programmi volti ad individuare eventuali tentativi di comunicazione tramite segnali radio da parte di civiltà extraterrestri; in particolare è stata oggetto di studi da parte del SETI fin dal suo programma pionieristico, denominato Progetto Ozma, promosso dall'astronomo statunitense Frank Drake. Il programma, che si prefiggeva di ricercare dei segnali nella banda dell'idrogeno neutro, non ottenne però alcun risultato; Drake fece un nuovo tentativo nel 2010, ma anche in questo caso non ebbe successo.
In Habitable Planets for Man, uno studio del 1964 della think tank statunitense RAND Corporation, le possibilità dell'esistenza di un pianeta abitabile attorno a ε Eridani furono stimate al 3,3%. Fra le stelle entro 22 anni luce dalla Terra, ε Eridani fu inclusa tra le 14 che avevano maggiori possibilità di ospitare pianeti abitabili.
Una nuova strategia nella ricerca di vita extraterrestre fu proposta nel 1977 da William I. McLaughlin, il quale suggerì che eventi osservabili comunemente, quali le esplosioni delle novae, potessero essere sfruttate da civiltà aliene per sincronizzare e ricevere segnali provenienti da notevoli distanze. L'idea venne messa alla prova nel 1988 dal National Radio Astronomy Observatory, che si servì per l'esperimento delle esplosioni della Nova Cygni 1975; dopo quindici giorni di osservazioni l'esperimento si chiuse senza risultati degni di nota.
Vista la vicinanza alla Terra e la relativa somiglianza con il Sole, la stella venne considerata sin dal 1985 uno degli obiettivi di probabili futuri viaggi interstellari, tanto che nel 1986 venne inclusa tra i principali obiettivi del "Progetto Daedalus" della British Interplanetary Society. Negli anni seguenti ε Eridani ha continuato a costituire uno dei principali obiettivi di proposte simili, come il progetto Icarus del 2011.
ε Eridani è stata inoltre a lungo un obiettivo del Progetto Phoenix, che dal 1995 al 2004 ha sondato lo spazio alla ricerca di eventuali segnali di vita aliena provenienti da 800 stelle vicine al Sole, senza però ottenere risultati.

## Ambiente galattico

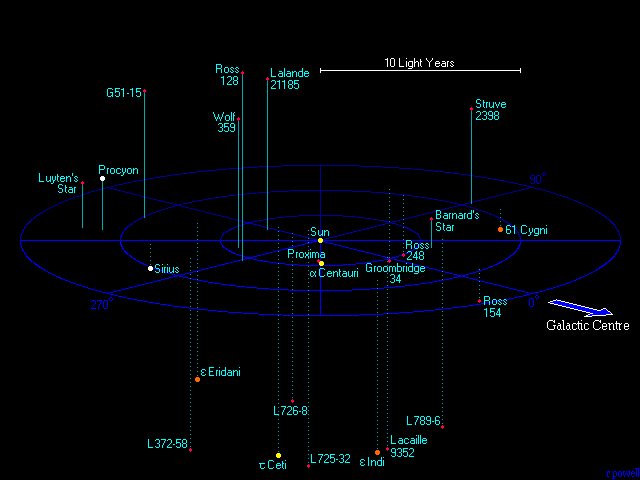
La posizione spaziale delle stelle poste entro un raggio di 12,5 anni luce dal Sole.

Trovandosi a 10,5 anni luce dal Sole, ε Eridani è una delle stelle a noi più vicine; per la precisione è il 9º astro più vicino al sistema solare, il terzo se si considerano solo quelli visibili ad occhio nudo, dopo α Centauri e Sirio. In virtù di questa vicinanza, condivide col Sole il medesimo ambiente galattico, all'interno della Bolla Locale del Braccio di Orione. Le sue coordinate galattiche sono 195,84° e −48,05°: una longitudine galattica di circa 196° significa che la linea ideale che congiunge il Sole e ε Eridani, se proiettata sul piano galattico, forma con la linea ideale che congiunge il Sole con il centro galattico un angolo di 196°; ciò implica che ε Eridani è leggermente più lontana dal centro galattico di quanto non sia il Sole. Una latitudine galattica di circa −48° indica invece che ε Eridani si trova più a sud rispetto al piano su cui giacciono il Sole e il centro galattico.
La stella più prossima a ε Eridani, ad una distanza di 5,1 anni luce, è Luyten 726-8, un sistema binario formato da due deboli nane rosse variabili a brillamento denominate UV e BL Ceti. A causa della sua bassa luminosità questo sistema non solo è invisibile dalla Terra, ma lo sarebbe anche da eventuali osservatori nel sistema di ε Eridani.
A 5,5 anni luce da ε Eridani si trova invece τ Ceti, una nana gialla di classe spettrale G8,5V lievemente più piccola del Sole, circondata da un sistema planetario formato da cinque pianeti del tipo super Terra, due dei quali sono situati all'interno della zona abitabile del sistema.

## Caratteristiche fisiche

### Caratteristiche generali
ε Eridani è una stella di sequenza principale di tipo spettrale K2V, classificata come nana arancione, la seconda stella di questo tipo nelle immediate vicinanze del Sole dopo α Centauri B. È un astro piuttosto giovane, dal momento che la sua età è stata stimata in circa 440 milioni di anni, anche se con un margine d'incertezza alto che porta a collocarla tra 200 e 800 milioni di anni. La sua temperatura superficiale è di poco superiore ai 5000 K; è una stella complessivamente più piccola del Sole, dal momento che possiede una massa di 0,82 M☉, un raggio di 0,74 R☉ e una luminosità di 0,34 L☉; inoltre è una stella piuttosto povera in elementi più pesanti dell'elio, in quanto presenta una metallicità pari al 75% di quella della nostra stella.

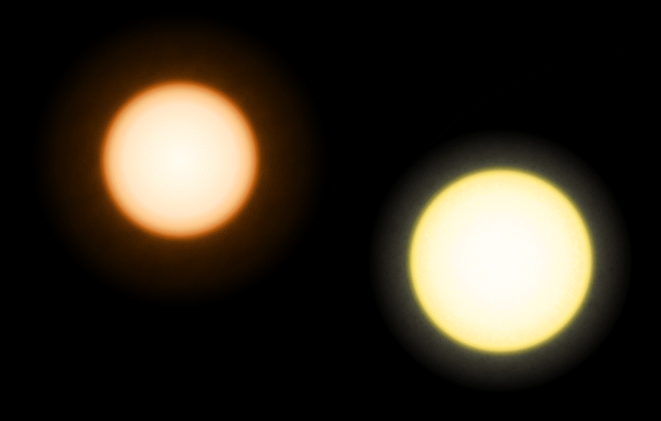
(a sinistra) a confronto con il Sole.

La struttura interna dell'astro è affine a quella del Sole e delle altre stelle di sequenza principale di massa medio-piccola. Al centro della stella si trova il nucleo, al cui interno avvengono le reazioni di fusione nucleare tramite il processo denominato catena protone-protone, in cui quattro nuclei d'idrogeno si fondono per formare un nucleo di elio, rilasciando energia sotto forma di fotoni γ; il nucleo è circondato da una zona radiativa, nella quale l'energia viene trasportata tramite l'irraggiamento verso lo strato immediatamente più esterno, la zona convettiva, ove l'energia viene trasportata attraverso i moti convettivi del plasma, raggiungendo la fotosfera e propagandosi nello spazio esterno.

### Attività magnetica e variabilità
L'attività magnetica di ε Eridani è superiore a quella solare: infatti, l'intensità del campo magnetico è (1,65 ± 30) × 10−2 tesla (T), circa 40 volte maggiore del campo magnetico solare, che ha una intensità di 5–40 × 10−5 T. Le proprietà magnetiche di ε Eridani possono essere modellate assumendo che circa il 9% della fotosfera sia interessato da un flusso magnetico, dall'intensità di circa 0,14 T, e che il resto della superficie sia libero dal campo magnetico. L'attività magnetica della stella appare nel complesso irregolare, anche se sembra possibile individuare una periodicità di 4,9 anni; assumendo che il raggio della stella rimanga costante nel tempo, queste variazioni a lungo termine producono una variazione della temperatura superficiale di circa 15 K, che si traducono in un cambiamento della luminosità di 1,4 centesimi di magnitudine.
Il campo magnetico di ε Eridani produce delle variazioni nel comportamento fluidodinamico della fotosfera, il che determina delle oscillazioni che complicano l'individuazione, almeno in maniera indiretta, di possibili esopianeti sfruttando le perturbazioni che questi producono della velocità radiale dell'astro; tali misurazioni devono essere, infatti, particolarmente accurate.
La stella è annoverata tra le variabili BY Draconis, caratterizzate dalla presenza, sulla fotosfera, di regioni a maggiore attività magnetica, come le macchie, che si mostrano periodicamente con la rotazione della stella. A causa di tali strutture la luminosità della stella varia mediamente di 5 centesimi di magnitudine ogni 11 giorni circa, che corrispondono al periodo di rotazione dell'astro; un periodo così breve, meno della metà di quello del Sole, è tipico delle stelle giovani, come è il caso di ε Eridani. Le osservazioni fotometriche hanno dimostrato che anche ε Eridani, come il Sole, va incontro al fenomeno della rotazione differenziale, per la quale il periodo di rotazione varia al variare della latitudine: a seconda della regione considerata il periodo di rotazione assume un valore compreso fra i 10,8 giorni dell'equatore e i 12,3 giorni dei poli. L'inclinazione assiale della stella rispetto alla linea di vista non è conosciuta con precisione: le stime variano da 24° a 72°.

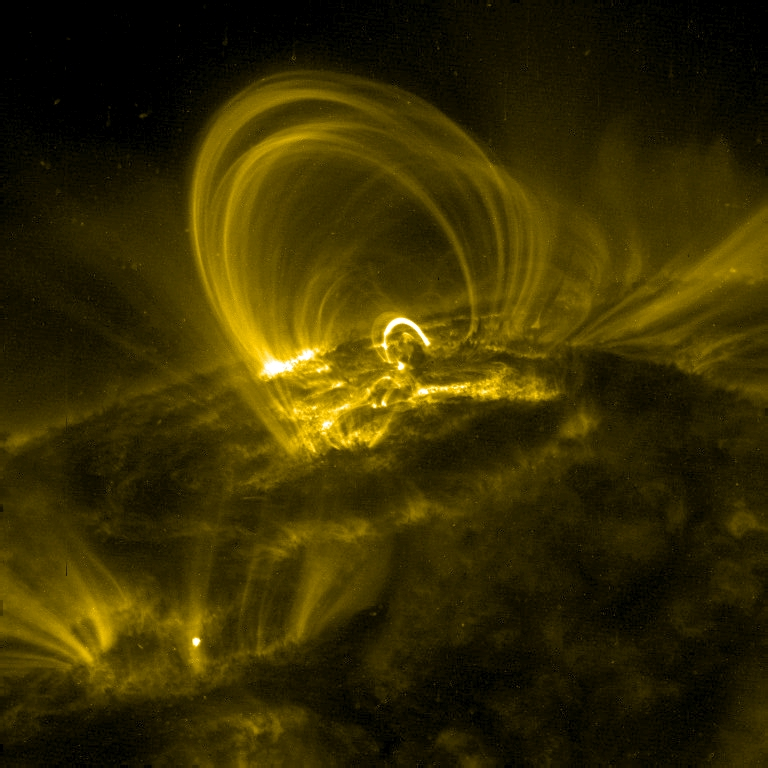
Gli anelli coronali sono una delle manifestazioni dell'attività magnetica di una stella, in questo caso del Sole. Ripresa della sonda TRACE con un filtro a 171 Å.

L'emissione di raggi X è pari a 2 × 1021 W, superiore alla quantità di raggi X emessa dal Sole al massimo della sua attività; la fonte di questa intensa emissione X è la corona della stella, più ampia e calda rispetto a quella solare: la temperatura della corona di ε Eridani, misurata a partire dalle osservazioni nell'ultravioletto e nei raggi X, è di 3,4 × 106 K. Osservazioni condotte tramite il telescopio Hubble hanno mostrato che il vento che si diparte dalla corona di ε Eridani fa perdere alla stella trenta volte più massa rispetto a quanta non ne perda il Sole tramite il vento solare. Il vento stellare delimita una vasta astrosfera, che si estende fino a 8000 UA dalla stella e contiene al suo interno un bow shock, ad una distanza dall'astro di circa 1600 UA. Osservata dalla Terra, l'astrosfera di ε Eridani si estende per 42 minuti d'arco ('), valore superiore alla grandezza apparente della Luna piena.

## Moti spaziali
Come detto in precedenza, ε Eridani esibisce un grande moto proprio: l'astro si muove di −0,976" ogni anno in ascensione retta (l'equivalente celeste della longitudine) e di 0,018" per anno in declinazione (l'equivalente celeste della latitudine); il moto proprio è quindi di 0,962 arcosecondi per anno.
La velocità radiale della stella è di +15,5 km/s, il che significa che ora si sta allontanando dal sistema solare, ma in passato, circa 105 000 anni fa, la stella si trovava più vicina al Sole, a circa 7 anni luce. In futuro invece, all'incirca tra 31 500 anni, ε Eridani avrà un incontro ravvicinato con la binaria Luyten 726-8, la quale si verrà a trovare ad appena 0,9 anni luce di distanza e rimarrà a questa distanza per un periodo di 4600 anni. Se ε Eridani possedesse una nube di comete simile alla nube di Oort, il passaggio ravvicinato di Luyten 726-8 potrebbe determinare delle perturbazioni gravitazionali nei confronti di alcune comete a lungo periodo, strappandole alla nube oppure precipitandole verso il centro del sistema.
Le componenti della velocità spaziale di ε Eridani nel sistema di coordinate galattiche sono (U, V, W) = (−3, +7, −20) km/s; la stella orbita intorno al centro galattico a una distanza media di 28 700 anni luce (8,79 kpc) descrivendo un'orbita con un'eccentricità di 0,09. I valori della velocità e del moto proprio di questa stella indicano che potrebbe essere un membro dell'associazione dell'Orsa Maggiore, un gruppo di stelle che presentano valori cinematici affini e che condividono la medesima origine. Questa ipotesi corrobora inoltre la stima dell'età della stella, dal momento che l'associazione dell'Orsa Maggiore ha un'età di circa 500 ± 100 milioni di anni.

## Sistema planetario

### Dischi di detriti e cinture asteroidali

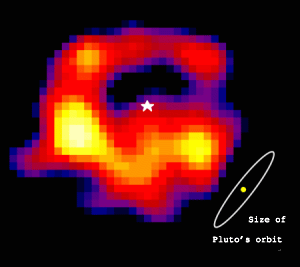
Immagine all'infrarosso del disco circumstellare di. Le aree più brillanti indicano una concentrazione maggiore di polveri.

Le osservazioni effettuate tramite il James Clerk Maxwell Telescope alla lunghezza d'onda di 850 nm hanno mostrato la presenza di un'estesa regione che emette radiazione infrarossa e che si estende fino a 35" dalla stella. Tale regione mostra una porzione a più alta emissione, che si colloca in un raggio compreso fra 35 e 75 UA dalla stella, ed un'area a bassa emissione, posta internamente alla precedente (30 UA); il picco di emissione è collocato a circa 18", che, alla distanza a cui la stella si trova, corrispondono a circa 60 UA. Si ritiene che questa radiazione provenga da un disco di detriti; vista dalla Terra, questa struttura appare inclinata di circa 25° rispetto alla linea di vista.
Dal momento che le polveri che lo compongono tendono, per l'effetto Poynting-Robertson, a perdere quantità di moto e a spiraleggiare verso la stella, e che i grani di polvere tendono a distruggersi a causa delle reciproche collisioni, il disco si sarebbe dovuto dissolvere completamente in tempi più brevi dell'età stimata della stella; ne consegue che il disco si rigenera attraverso la collisione e la frammentazione dei corpi di dimensioni maggiori. Si calcola che il mantenimento di questa struttura nello stato attuale abbia richiesto la distruzione di corpi di massa equivalente a circa 11 masse terrestri (M⊕).
Il disco contiene una massa di polvere pari a sei volte quella della Luna ed è composto di grani dalle dimensioni superiori a 3,5 nm, con una temperatura di circa 55 K; i corpi che, con le loro collisioni, alimentano il disco hanno dei diametri che vanno da 10 a 30 km e una massa complessiva di 5 - 9 M⊕. Da questo punto di vista il disco è comparabile alla fascia di Kuiper, che si stima avesse, subito dopo la formazione del sistema solare, una massa di circa 10 M⊕. Tuttavia il disco che circonda ε Eridani contiene una quantità relativamente bassa di monossido di carbonio, meno di 2,2 × 1017 kg; tale valore suggerisce che, rispetto alla fascia di Kuiper, gli oggetti del disco abbiano un contenuto minore di specie volatili.
Come si evince dall'immagine a sinistra, il disco presenta una struttura disomogenea, caratterizzata da addensamenti e aree più rarefatte, il che è stato messo in relazione con la probabile presenza di un pianeta; in particolare, si è ipotizzato che l'area più densa del disco potrebbe essere in risonanza orbitale 3:2 con un pianeta oppure che nel disco esistano due strutture più dense, che hanno risonanza orbitale rispettivamente 5:3 e 3:2 con un pianeta che descrive un'orbita piuttosto eccentrica; in alternativa, l'addensamento nel disco potrebbe essere il frutto di uno scontro fra due pianeti di piccole dimensioni.

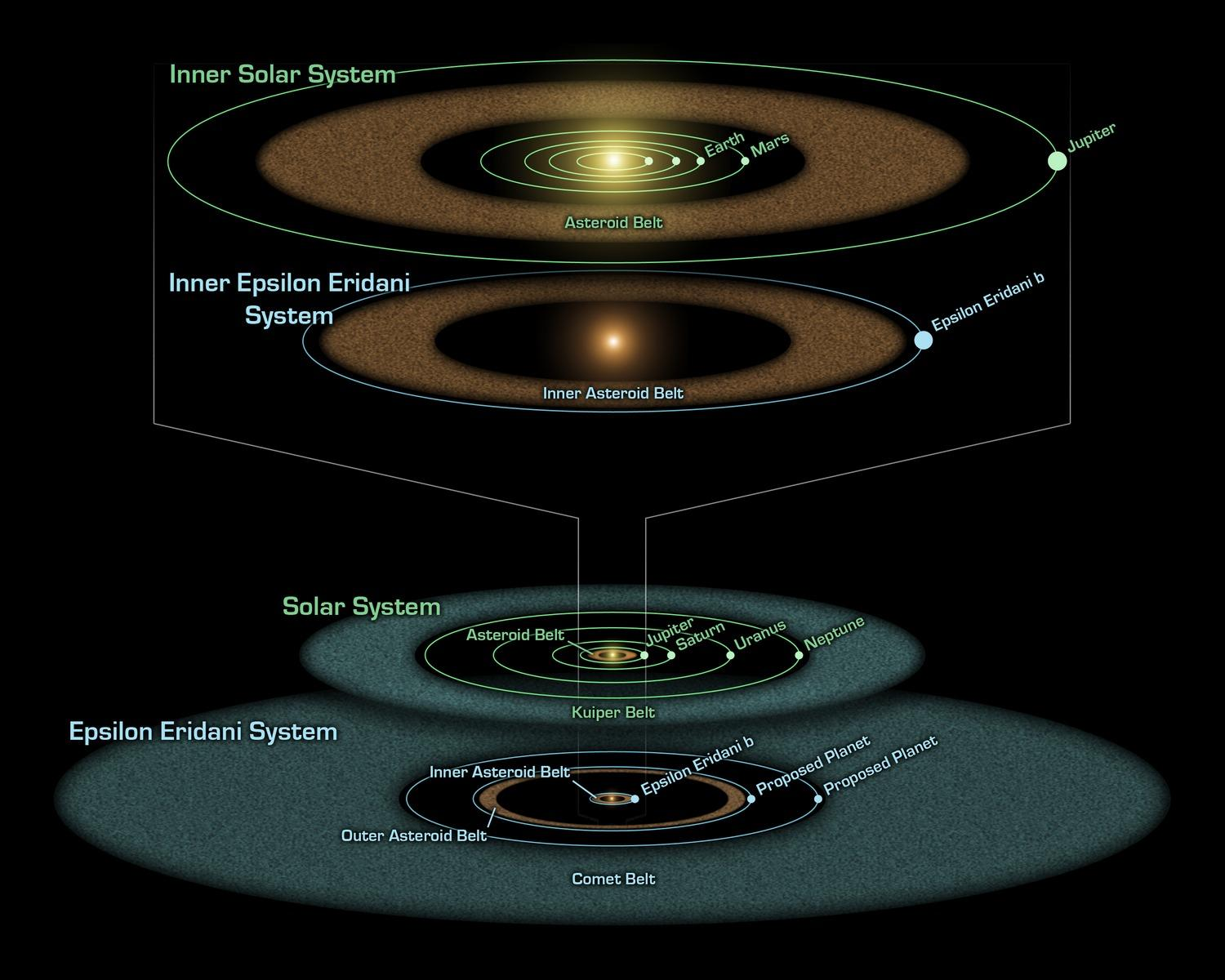
La probabile struttura del sistema di rapportata al sistema solare.

L'esatta struttura dell'ambiente circumstellare di ε Eridani non è ancora conosciuta, anche se sulla base di osservazioni condotte mediante il telescopio spaziale Spitzer è stata avanzata l'ipotesi che la stella possieda due cinture di asteroidi e un disco di polveri e comete, come il sistema solare. La cintura di asteroidi più interna sarebbe collocata approssimativamente nella stessa posizione in cui lo è la fascia principale del sistema solare, a una distanza di 3,00 ± 0,75 UA dalla stella, e conterrebbe grani di silicati del diametro di 3 nm per una massa complessiva di 1018 kg. Se fosse confermata l'esistenza del pianeta b, la cui orbita si collocherebbe subito oltre il bordo esterno della cintura, allora l'ipotesi più plausibile è che questa si sia formata in loco e che cioè la polvere di cui si compone derivi dagli urti e dalla frammentazione dei corpi che la costituiscono. La seconda cintura, più densa della prima, è probabilmente popolata da asteroidi, mentre si ritiene che il disco più esterno contenga corpi cometari. Affinché la struttura descritta sia stabile, è tuttavia necessaria la presenza di almeno tre pianeti.
In alternativa, le osservazioni potrebbero essere anche compatibili con la presenza di un unico disco di polveri, collocato a una distanza compresa fra 55 e 90 UA dalla stella e avente una massa di 10−3 M⊕; l'orbita dei grani di polvere tenderebbe progressivamente a decadere, fino a portarsi nei pressi del pianeta b. Alla distanza di 10 UA dalla stella sarebbe raggiunta una temperatura di 100 K, in corrispondenza della quale andrebbero incontro a sublimazione le specie volatili precedentemente contenute nei grani di silicati.
La regione entro un raggio di 2,5 UA dalla stella appare priva di polveri, almeno entro i limiti osservativi del telescopio MMT; ciò potrebbe essere dovuto sia all'azione del vento stellare, sia all'influenza gravitazionale del pianeta b. Tuttavia ciò non preclude la possibile esistenza di una cintura di asteroidi ancora più interna delle precedenti, con una massa totale non superiore a quella della fascia principale del sistema solare.
Uno studio effettuato grazie all'osservatorio ad infrarossi SOFIA e pubblicato ad aprile 2017 ha completato le precedenti osservazioni effettuate col telescopio Spitzer concernenti il disco di detriti caldo intorno ad Epsilon Eridani, confermando che tale disco è limitato ad una stretta fascia piuttosto che costituito da un ampio disco continuo.

### Possibili pianeti
Essendo ε Eridani una delle stelle più vicine al Sole, molti studi si sono concentrati sulla ricerca di eventuali pianeti in orbita attorno ad essa. Tuttavia, come detto in precedenza, le indagini condotte con il metodo della velocità radiale sono rese difficoltose, nel caso di questa stella, dalla sua intensa attività magnetica e dalla sua variabilità in generale, che costituisce un importante fattore interferente in grado di mimare la presenza di un oggetto compagno. I tentativi di ottenere immagini dirette di pianeti intorno alla stella non hanno finora avuto successo; le osservazioni nell'infrarosso hanno inoltre escluso la presenza di pianeti di massa uguale o superiore a 3 masse gioviane (MJ).

#### Epsilon Eridani b
Pur risalendo al 2000 il primo annuncio di un gigante gassoso in orbita attorno ad ε Eridani, la scoperta è stata a lungo oggetto di controversie; nonostante uno studio comprensivo del 2008 non abbia sciolto le riserve, molti astronomi ritengono che vi siano sufficienti evidenze per confermare la scoperta del pianeta, denominato ε Eridani b.

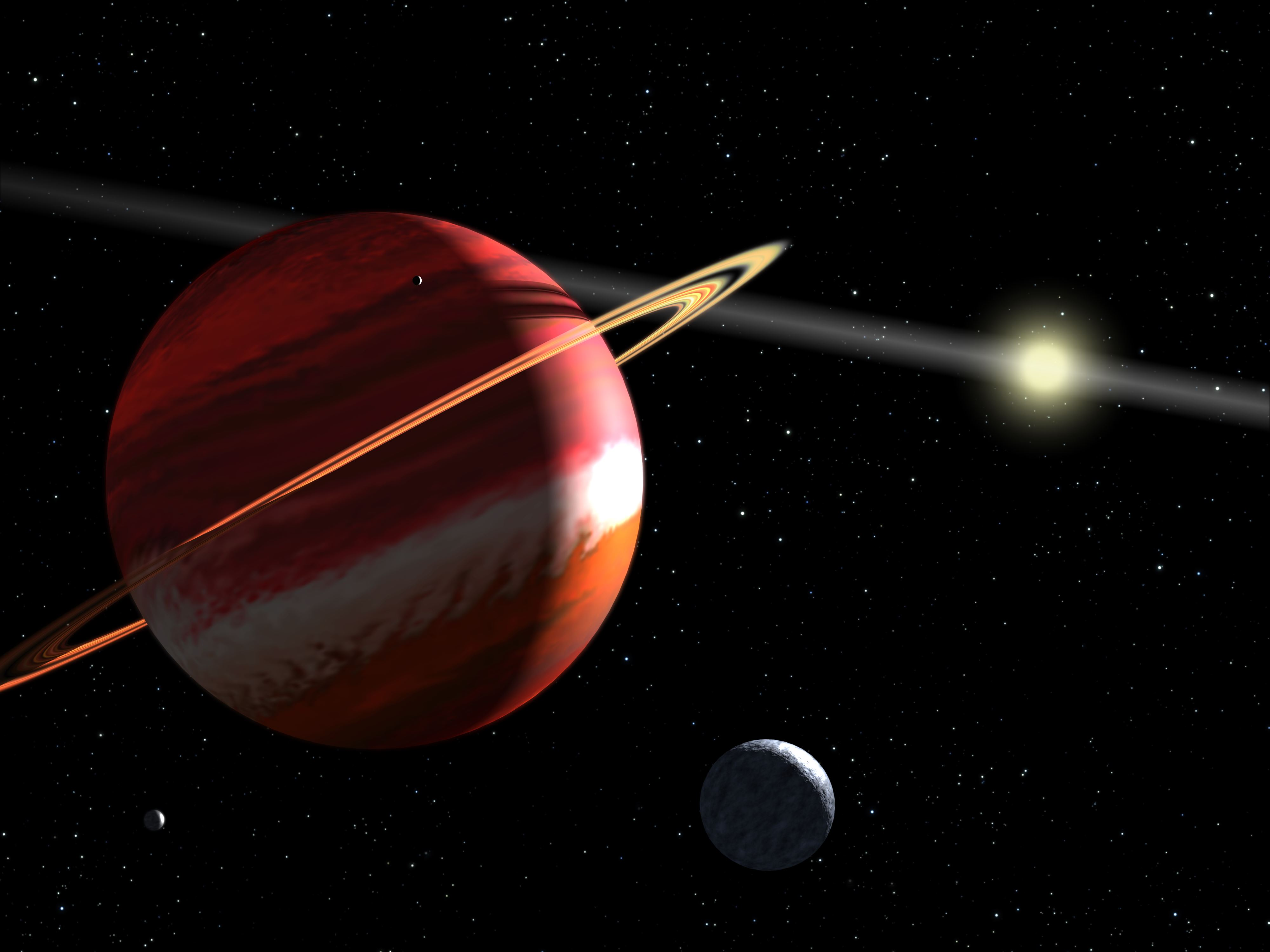
Immagine artistica di b e di una sua ipotetica luna.

Non c'è accordo unanime tra gli scienziati sui parametri di base del pianeta. I valori supposti per il periodo orbitale variano da 6,85 a 7,2 anni, mentre i valori del semiasse maggiore dell'orbita sono compresi tra 3,38 e 3,50 UA.
Il valore della massa del pianeta non è noto, anche se può essere stimato sulla base degli effetti che la gravità del pianeta esercita sulla stella. Tuttavia è nota solo l'influenza che il pianeta ha sulla velocità radiale della sua stella madre, il che comporta che è possibile conoscere con approssimazione solo il valore di m sin i (dove m indica la massa del pianeta e i l'inclinazione orbitale), le cui stime variano da 0,60 MJ a 1,06 MJ; dato che il massimo valore della funzione seno è 1, questi valori devono essere considerati la massa minima del pianeta. In letteratura il valore maggiormente citato per la massa del pianeta è 1,55 ± 0,24 MJ, ottenuto sostituendo, nella formula m sin i, la m con un valore di 0,78 e la i con un valore di 30°.
La sua orbita appare fortemente ellittica; tuttavia proprio il parametro dell'eccentricità orbitale è quello sul quale esiste la maggior incertezza, perché il valore di e=0,7, spesso citato in letteratura, non è compatibile con la presenza di una cintura asteroidale a una distanza di 3 UA dalla stella: se, infatti, il valore dell'eccentricità orbitale fosse 0,7, il pianeta, attraversando la cintura lungo il suo movimento orbitale, l'avrebbe dissolta nell'arco di circa 10 000 anni. Poiché appare probabile che la cintura esista da un periodo maggiore, l'eccentricità del pianeta non dovrebbe essere superiore a e=0,15. Brogi e colleghi (2009) sostengono che l'ipotesi dell'alta eccentricità dell'orbita di ε Eridani b possa coesistere con la presenza di una cintura di asteroidi solo se questa si è formata da materiale proveniente dal disco circumstellare più esterno, oppure se la sua formazione è avvenuta in tempi recenti. Per tali motivi, è possibile che in futuro tale parametro venga ridimensionato.

#### Epsilon Eridani c

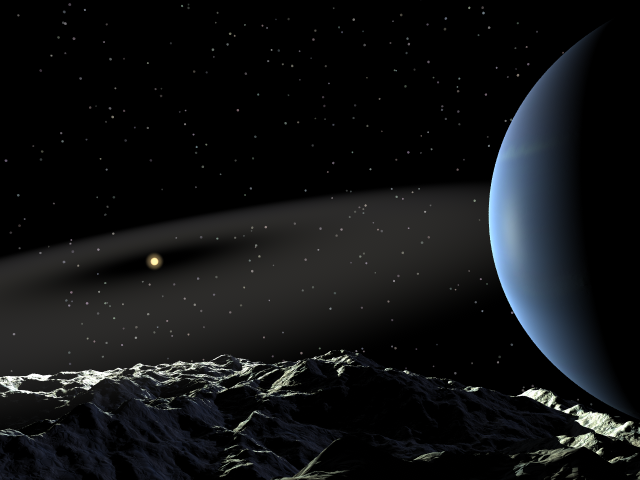
Visione artistica di Epsilon Eridani c visto da una sua ipotetica luna.

Per cercare di spiegare la particolare morfologia del disco circumstellare è stata ipotizzata la presenza di un secondo pianeta, chiamato ε Eridani c: infatti, le disomogeneità del disco sono compatibili con la presenza di più pianeti che segregano i grani di polvere in determinate orbite poste in risonanza con i pianeti stessi. ε Eridani c avrebbe una massa pari al 10% di quella di Giove, disterebbe circa 40 UA dalla stella e avrebbe un periodo di rivoluzione di circa 280 anni. Non è facile spiegare la presenza di un pianeta a tale distanza dalla stella, dal momento che il disco di polveri più esterno si sarebbe dovuto dissipare molto prima che un gigante gassoso avesse potuto formarsi; una delle teorie proposte è che il pianeta si sia formato a circa 10 UA dalla stella e che le interazioni gravitazionali con il disco stesso o con altri possibili pianeti ne abbiano determinato un allargamento dell'orbita fino a questa distanza.

#### Abitabilità
Un potenziale pianeta che orbitasse attorno ad ε Eridani a una distanza compresa tra 0,57 e 1,12 UA ricadrebbe all'interno della cosiddetta zona abitabile, quella regione di un sistema planetario in cui le condizioni di irraggiamento favoriscono la presenza di acqua allo stato liquido sulla superficie del pianeta. Inoltre, per ricevere lo stesso flusso di energia che la Terra riceve dal Sole (costante solare), un pianeta dovrebbe orbitare attorno ad ε Eridani ad una distanza di 0,61 UA; questa è anche, approssimativamente, la distanza di una possibile orbita stabile per un pianeta terrestre. Man mano che la stella, nel corso dei 20 miliardi di anni stimati, completerà la sua sequenza principale, la sua luminosità andrà incontro ad un progressivo aumento, e con questa aumenterà in maniera progressiva anche la distanza della zona abitabile, fino all'intervallo di spazio compreso tra 0,6 e 1,4 UA. Tuttavia, la presenza di un pianeta massiccio con un'orbita fortemente ellittica nelle vicinanze della zona abitabile potrebbe costituire un ostacolo all'esistenza di un pianeta terrestre con un'orbita stabile al suo interno. 
Una stella giovane come ε Eridani produce grandi quantità di radiazione ultravioletta, nociva per eventuali forme di vita, ma molto minori rispetto a una stella più calda come il Sole; la distanza a cui dovrebbe trovarsi un pianeta per ricevere lo stesso flusso di radiazioni ultraviolette della Terra primordiale sarebbe poco meno di 0,5 UA dalla stella. Buccino et al. in un loro studio suggeriscono che una quantità limitata di radiazioni ultraviolette siano indispensabili per il modellamento dell'atmosfera e per avviare diversi processi biogenici che favoriscano lo sviluppo di forme di vista organiche; per questo motivo alcuni ricercatori pensano che non ci siano sufficienti radiazioni ultraviolette in grado di raggiungere la zona abitabile della giovane EPsilon Eridani perché la vita possa formarsi su un suo pianeta.

### Prospetto
Segue un prospetto riassuntivo con le caratteristiche delle principali componenti del sistema planetario di ε Eridani.
| Pianeta             | Tipo            | Massa   | Periodo orb. | Sem. maggiore | Eccentricità | Incl. orbita          | Scoperta |
| ------------------- | --------------- | ------- | ------------ | ------------- | ------------ | --------------------- | -------- |
| Cintura asteroidale | —               | —       | —            | 3 UA          | —            | —                     | 2008     |
| b (Ægir)            | Gigante gassoso | 0,65 MJ | 7,32 anni    | 3,53 UA       | 0,055        | 78,26°+28,69° −21,56° | 2000     |
| Cintura asteroidale | —               | —       | —            | 20 UA         | —            | —                     | 2008     |
| c (non confermato)  | Gigante gassoso | 0,1 MJ  | 280 anni     | 40 UA         | 0,3          | —                     | 2002     |
| Disco di polveri    | —               | —       | —            | 35-100 UA     | —            | 34°±2°                | 1985     |

## Il cielo visto da Epsilon Eridani

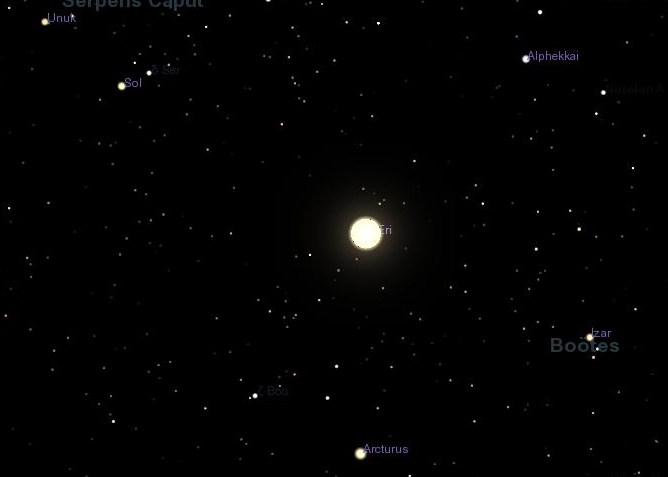
Il cielo visto da ; il Sole è a sinistra in alto dell'immagine; in basso, Arturo. Celestia

Visto da un ipotetico osservatore nel sistema di ε Eridani, il cielo non apparirebbe molto differente da quello visibile dal sistema solare: le differenze sostanziali risiedono nel fatto che alcune stelle, che presentano una distanza da ε Eridani differente rispetto a quella che le separa dal Sole, apparirebbero con una diversa luminosità apparente. Innanzi tutto, il Sole si mostrerebbe come una stella di magnitudine di 2,4 nei pressi della stella α della costellazione del Serpente (Unuk). Arturo, a 46 anni luce, apparirebbe con una magnitudine di 0,47, non molto differente da come appare dal sistema solare, mentre Vega, che dista 33 anni luce da ε Eridani, apparirebbe appena più brillante. Sirio, essendo un po' più vicina a ε Eridani di quanto non lo sia al Sole (meno di 8 anni luce), apparirebbe più luminosa di quanto non appaia dalla Terra, mentre Procione, ad 11,5 anni luce, sarebbe di magnitudine 0,4. Altair sarebbe invece più debole: a 23 anni luce di distanza apparirebbe di magnitudine 1,50. α Centauri, distante 12 anni luce, brillerebbe come una comune stella di seconda magnitudine, in direzione della costellazione della Bilancia.
Una stella che apparirebbe decisamente più luminosa che vista dalla Terra è τ Ceti, la terza stella in assoluto più vicina a ε Eridani: distante 5,5 anni luce, brillerebbe con una magnitudine di 1,80. A 6,26 anni luce si trova invece il sistema di Keid (40 Eridani), quinta stella più vicina, che avrebbe una magnitudine pari a 2,35.
Costellazioni molto note, come Orione e l'Orsa Maggiore, apparirebbero sostanzialmente invariate; solo Dubhe si mostrerebbe un po' più distante dalle altre stelle dell'Orsa, rendendo così il "mestolo" del Grande Carro più aperto.

## Epsilon Eridani nella fantascienza
Su molte stelle è possibile trovare citazioni nella cultura popolare, come ad esempio sulle brillanti Sirio, Alfa Centauri o Vega. Epsilon Eridani, nonostante sia una delle stelle più settentrionali della costellazione dell'Eridano e possa essere vista dalla maggior parte delle regioni abitate della Terra, non è quasi mai citata nelle opere letterarie a carattere generale, o nella mitologia, a causa della mancanza di un nome tradizionale e del suo aspetto poco appariscente in cielo. I punti d'interesse della stella per gli autori di opere fantascientifiche non derivano dalla cultura popolare, ma dai dati astronomici: è una stella singola simile al Sole, ed è vicina alla Terra. Non ha un nome proprio, tuttavia, in opere letterarie e cinematografiche fantascientifiche, la denominazione di Bayer, più tecnica di un nome tradizionale, rappresenta più un vantaggio che un danno.
Inoltre, la conferma di almeno un pianeta orbitante attorno alla stella la fa ritenere in grado di ospitare una famiglia di pianeti, tra i più vicini alla Terra e quindi più facilmente raggiungibili per ipotetici viaggi interstellari. Probabilmente, ε Eridani è, assieme a τ Ceti, la stella più citata nella fantascienza dopo α Centauri.
Nella letteratura, l'esempio più noto è quello di Isaac Asimov: nel Ciclo dei Robot, in particolare nel romanzo I robot e l'Impero, ε Eridani è la stella madre del primo mondo colonizzato dalla seconda ondata di pionieri, chiamato Baleyworld. Successivamente in L'orlo della Fondazione, romanzo della serie del Ciclo della Fondazione, il pianeta cambierà il suo nome in Comporellen.
Nel Ciclo dell'invasione, una serie di romanzi dello scrittore statunitense Harry Turtledove, la Terra del periodo della seconda guerra mondiale viene invasa dalla Razza, una specie rettile proveniente dal sistema di τ Ceti. In 50 000 anni della loro storia solo altre due volte questa specie era entrata in guerra, e questo era avvenuto in occasione della conquista dei due mondi che aveva assoggettato, uno dei quali era chiamato Rabotev 2, secondo pianeta del sistema di ε Eridani.
Anche in campo cinematografico e televisivo la stella compare in numerose opere, in particolar modo come meta di viaggi interstellari nei dintorni del sistema solare.
In Babylon 5, una serie televisiva di fantascienza girata negli anni novanta, la stessa stazione spaziale che dà il nome alla serie orbita attorno a Epsilon Eridani III, terzo pianeta del sistema di ε Eridani.
In Star Trek, ε Eridani era stata inizialmente suggerita come stella madre del pianeta Vulcano, mondo natale del Signor Spock e dei Vulcaniani. Tuttavia, nel 1991 Gene Roddenberry, creatore della serie, appurata la giovane età di ε Eridani, dichiarò che una civiltà evoluta come quella vulcaniana non poteva trovarsi attorno a una stella così giovane, e suggerì che il sole di Vulcano fosse 40 Eridani (Keid), molto più vecchia di ε Eridani. Anche una frase del comandante Tucker in Star Trek: Enterprise, dove afferma che «Vulcano è a 16 anni luce dalla Terra», avvalora l'ipotesi che il pianeta si trovi nel sistema di Keid, probabilmente attorno alla componente principale, anch'essa una nana arancione che si trova in effetti a quella distanza dalla Terra. Secondo il libro Star Trek: Star Charts, ε Eridani è chiamata "Delta Orcus" e nel suo sistema si trova il pianeta Axanar, membro della Federazione unita dei pianeti. Lo stesso libro la indica come una stella binaria, composta da due stelle di classe K.
In tempi più recenti, nella serie televisiva della Fox Virtuality, ε Eridani è menzionata come luogo di destinazione finale dell'astronave Phaeton, la prima astronave terrestre costruita per un viaggio interstellare alla ricerca di un altro pianeta su cui vivere, in virtù del fatto che la Terra diventerà inospitale nel giro di un centinaio d'anni.
Nel mondo dei videogiochi, uno degli esempi più famosi è quello della serie di Halo, nel quale la stella ospita Reach, la colonia più importante degli umani.

### Testi generici
- AA.VV, L'Universo - Grande enciclopedia dell'astronomia, Novara, De Agostini, 2002.
- J. Gribbin, Enciclopedia di astronomia e cosmologia, Milano, Garzanti, 2005, ISBN 88-11-50517-8.

### Sulle stelle
- (EN) Martha Evans Martin; Donald Howard Menzel, The Friendly Stars: How to Locate and Identify Them, Dover, Courier Dover Publications, 1964,  pagine 147, ISBN 0-486-21099-5.
- R. J. Tayler, The Stars: Their Structure and Evolution, Cambridge University Press, 1994,  p. 16, ISBN 0-521-45885-4.
- A. De Blasi, Le stelle: nascita, evoluzione e morte, Bologna, CLUEB, 2002, ISBN 88-491-1832-5.
- C. Abbondi, Universo in evoluzione dalla nascita alla morte delle stelle, Sandit, 2007, ISBN 88-89150-32-7.
- (EN) Fred Schaaf, The Brightest Stars: Discovering the Universe through the Sky's Most Brilliant Stars, John Wiley & Sons, Incorporated, 2008,  pagine 288, ISBN 978-0-471-70410-2.

### Carte celesti
- Toshimi Taki, Taki's 8.5 Magnitude Star Atlas, su geocities.jp, 2005. URL consultato il 16 gennaio 2013 (archiviato dall'url originale il 5 novembre 2018). - Atlante celeste liberamente scaricabile in formato PDF.
- Tirion, Rappaport, Lovi, Uranometria 2000.0 - Volume II: The Southern Hemisphere to +6°, Richmond, Virginia, USA, Willmann-Bell, inc., 1987, ISBN 0-943396-15-8.
- Tirion, Sinnott, Sky Atlas 2000.0 - Second Edition, Cambridge, USA, Cambridge University Press, 1998, ISBN 0-933346-90-5.
- Tirion, The Cambridge Star Atlas 2000.0, 3ª ed., Cambridge, USA, Cambridge University Press, 2001, ISBN 0-521-80084-6.

### Voci generiche
- Eridano (costellazione)
- Nana arancione
- Stella
- Sequenza principale

### Voci affini
- 61 Cygni
- Alfa Centauri B
- Cintura asteroidale
- Epsilon Indi
- Tau Ceti

### Liste
- Stelle più vicine alla Terra
- Stelle luminose più vicine alla Terra
- Pianeti extrasolari confermati
- Stelle con pianeti extrasolari confermati
- Lista di stelle
- Stelle principali della costellazione dell'Eridano